# イゾジェ・ウチェ
イゾジェ・ウチェ（Izoje Uche、2004年11月1日 - ）は、ナイジェリアの女子バスケットボール選手である。ポジションはセンター。

## 来歴
ナイジェリアから日本の京都精華学園中学・高校に留学し、高校3年ではキャプテンに就任し、ウィンターカップ初優勝、インターハイを合わせた夏冬二冠に導き自身もウィンターカップ2年連続ベスト5を受賞。
2022年、シャンソンVマジックにアーリーエントリーを経て加入。1シーズン目はリバウンド部門1位を獲得し、セミファイナル進出に貢献。
2024年1月、パリオリンピック世界最終予選日本代表に国際大会におけるフィジカルや高さ対策のためのサポート選手として合宿に参加。
2025年、シャンソン化粧品を退団し、NCAAディビジョンIのシラキュース大学に留学する。
日本国籍を取得し日本代表に選ばれることを目標にしている。

## 受賞歴
- Wリーグ2023-24 リバウンド1位